# Apeadero Remolcador Guaraní
El Apeadero Remocaldor Guaraní era un apeadero ferroviario, ubicado en el Partido de Ensenada, en la Provincia de Buenos Aires, Argentina.

## Descripción
Se encontraba frente al Palacio Piria (una antigua residencia de estilo italiano de principios del siglo XX). 
Tenía dos andenes en los cuales uno se dirigía hasta la estación Constitución y en épocas del FCBAPE la estación Central (ramal cortado en 1910) y otro hacia la Estación Ensenada y Río Santiago, y tenía el mismo estilo que su estación sucesora debido a que fueron construidos de la misma manera (marquesina y cabina).

## Servicios
Estación intermedia del ramal sobre el ramal Pereyra a Ensenada, 
Las vías fueron levantadas desde la estación Pereyra desde la década de 1980.
Actualmente este apeadero esta desaparecido junta con el apeadero Cambaceres.

## Historia
El Apeadero Remolcador Guaraní fue fundado en 1889 llamado Kilómetro 51.
Desde siempre, este apeadero servía como lugar turístico por estar cerca del Río De La Plata ya que la gente se juntaba a pescar o para refrescarse después de un día de calor, visitar el Palacio Piria o los alrededores de Ensenada entre otras cosas.
Al pasar los años, este ramal dejó de usarse hasta su clausura definitiva el 2 de enero de 1973 y lamentablemente corrió el mismo destino de desaparecer como estación debido a los actos de robo y vandalismo.